# Польский поход Карла XII
Польский поход Карла XII  был начат в 1702 году в ходе Северной войны. Завершился воцарением на польском престоле Станислава Лещинского — ставленника Карла XII (1704), и отречением Августа II от престола Речи Посполитой (1706).

## Предыстория
В 1700 году заключившие союз против Швеции саксонский курфюрст Фридрих Август I (на польском престоле именовался Август II), датский король Фредерик IV и русский царь Пётр I, желая воспользоваться молодостью нового шведского короля Карла XII, объявили войну Швеции. Сразу же начались боевые действия: датский король осадил Фридрихштадт в Шлезвиге, саксонский курфюрст осадил Ригу, а русский царь Пётр I приступил к Нарве.
Однако Карл XII, предупредив своих противников, нанёс быстрое поражение Дании, затем высадился в Прибалтике и разгромил русскую армию 19 (30) ноября 1700 год при Нарве, после чего снял осаду Риги (1701).

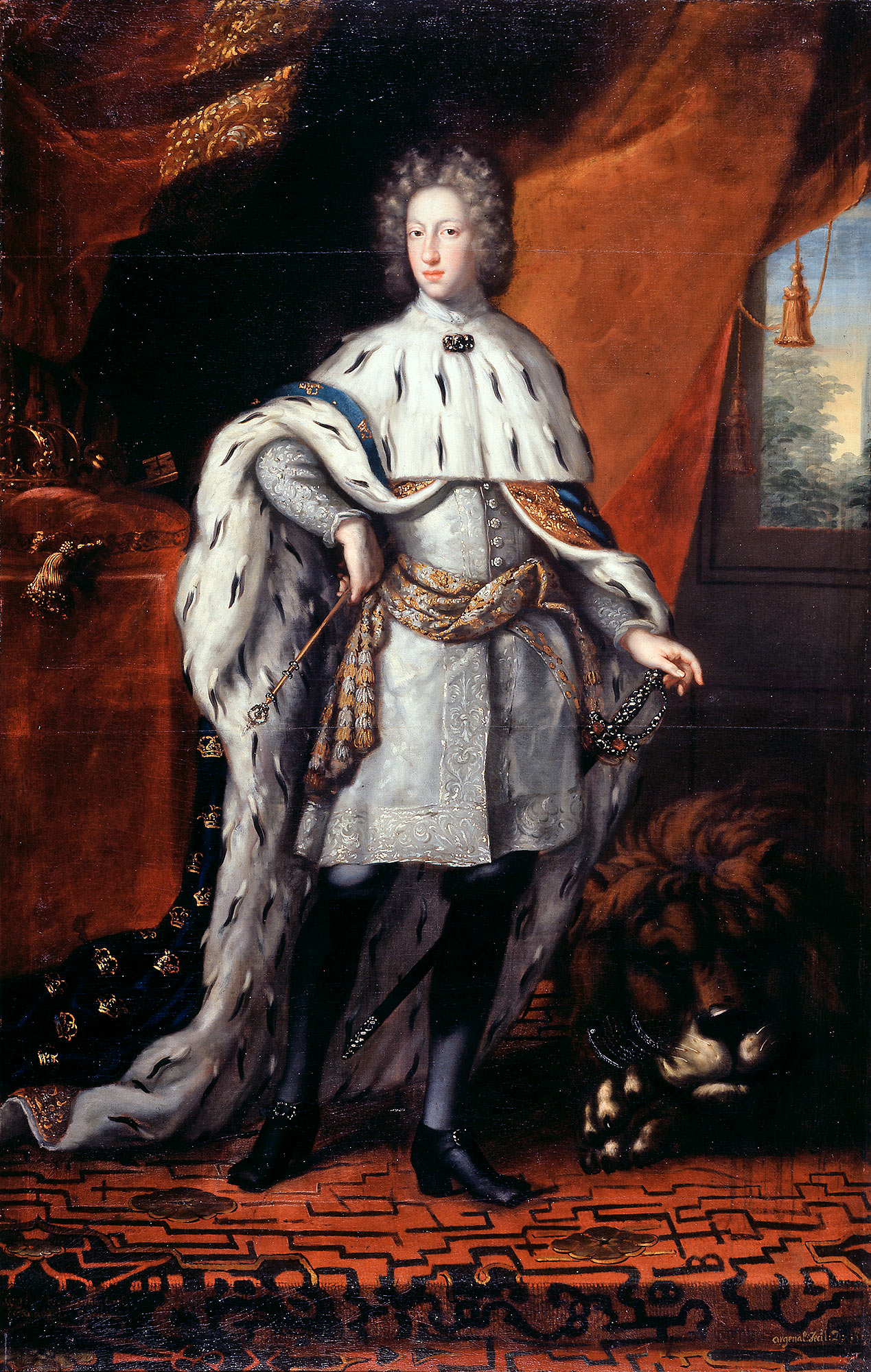
Молодой король Швеции Карл XII в 1697 году

## Планы Карла XII
Вначале Карл XII планировал продолжить действия против русской армии, однако вскоре поменял планы и обратился против саксонского курфюрста. Причины этого решения до конца не ясны. Возможно, сказались события Гражданской войны в ВКЛ, когда влиятельный род Сапег, потерпев поражение, стал искать заступничества у Карла XII.
Атакуя Ригу, Фридрих Август I выступил против Швеции как саксонский курфюрст, но не как король Польши и великий князь Литовский. Формально ни польская, ни великолитовская шляхта не поддержали своего короля, придерживаясь Оливского мира (1660).
Однако Карл XII предъявил претензии польской и великолитовской шляхте за пропуск саксонских войск через территорию Речи Посполитой к Риге. К сентябрю 1701 года шведская армия, разбив саксонцев на Двине, заняла Курляндию.
В итоге в 1702 году Карл XII начал свой Польский поход.

## Польский поход

### Кампания 1702 года

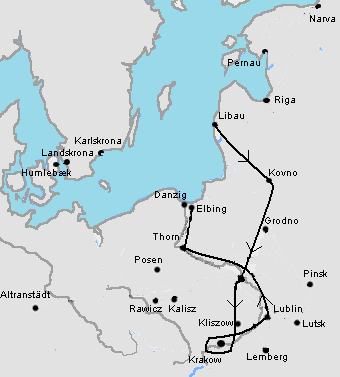
Кампания Карла XII в Польше в 1702—1703 годах

Карл XII прошёл всю Польшу как победитель. Большая часть польской шляхты приняла сторону Карла XII и отвернулась от Августа II; верными Августу оставались только Краковское и Сандомирское воеводства, которые дали 8 тыс. «посполитого рушения» (ополчения) под командованием великого коронного гетмана Любомирского.
В июне 1702 года Карл XII выступил из Варшавы к Кракову. 19 июля 1702 года (9 июля по шведскому календарю) у польской деревни Клишов в 80 км к северо-востоку от Кракова шведская армия нанесла поражение польско-саксонским войскам Августа II.

### Кампания 1703 года
Карл XII позволил своим войскам отдохнуть близ Кракова (здесь он в результате несчастного случая сломал бедро).
Август II попытался собрать своих сторонников и обратился за помощью к прусскому королю Фридриху I, но 1 мая 1703 года (21 апреля по шведскому календарю) шведская армия нанесла ещё одно поражение саксонским войскам близ Пултуска севернее Варшавы, после чего в конце мая осадила крепость Торн. Осада поначалу шла вяло, шведский король ожидал подвоза осадной артиллерии. Только в конце сентября шведы начали бомбардировку крепости, и 14 октября 1703 года крепость капитулировала.
Взятие первоклассной крепости Торн отдало Карлу XII всю Польшу. Одна за другой польские крепости сдавались шведам (Эльбинг, Данциг, Познань). В конце 1703 года польская шляхта сформировала прошведскую Великопольскую конфедерацию. Созванная на её основе 16 февраля 1704 года Варшавская конфедерация (1704) объявила о низложении короля Августа.
В ответ Август II арестовал претендента на престол Якова Собеского и его брата Константина (продержал их в плену в течение двух лет).

### Кампания 1704 года

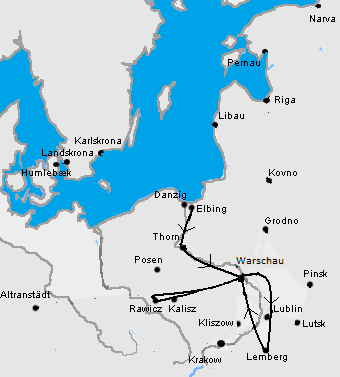
Кампания Карла XII в Польше в 1704—1705 годах

В мае 1704 года шведская армия двинулась к Варшаве, где 12 июля 1704 года новым королём Польши объявлен познанский воевода Станислав Лещинский.
Сторонники Августа II сформировали Сандомирскую конфедерацию. Август и его сторонники обратились за помощью к русскому царю Петру I и 19 (30) августа 1704 год подписали Нарвский договор, согласно которому Польша вступала в войну со Швецией, а русская армия получала право действовать на территории Речи Посполитой против шведов и их союзников.
Россия направила в помощь Августу II вспомогательный корпус во главе с генерал-поручиком И. Р. Паткулем.
Шведская армия продолжила захват польских городов, остававшихся верными Августу II. 27 августа (7) сентября Карл XII с тремя драгунскими полками (Крассова, Бухвальда и Дюкера) штурмом взял Львов.
Август II, воспользовавшись отсутствием шведской армии, захватил Варшаву, где взял в плен 1500 шведов, включая генерала А. Горна. После занятия Варшавы Август направил к Познани осадный корпус под командованием И. Р. Паткуля (часть русского вспомогательного корпуса = 4 полка + стрелецкий батальон, примерно 4200 чел., 4—6 тыс. польской и 2—3 тыс. саксонской конницы, 2 тыс. казаков Д. Апостола и осадная артиллерия, всего 12—15 тыс. человек); см. Осада Познани (1704).
Карл XII, узнав о падении Варшавы, повернул на север и к 19 октября вышел к польской столице по правому берегу Вислы. К 28 октября шведы соорудили понтонный мост к югу от Варшавы и в тот же день Август приказал своей армии оставить столицу и отходить на запад, к Калишу.
Союзные войска отходили от Варшавы 4 отдельными колоннами: саксонская кавалерия во главе с самим королём; саксонская пехота под командованием И. М. фон Шуленбурга; вторая бригада русского вспомогательного корпуса Г. Герца; малороссийские казаки Апостола. Осадный корпус И. Р. Паткуля также 2 ноября получил приказ Августа отойти от Познани.
Август II с саксонской кавалерией сумел избежать столкновения со шведами.
Карл XII, совершив быстрый марш (500 км за 9 дней), настиг саксонскую пехоту у Поница (недалеко от границы с Силезией, 70 км южнее Познани), 7 ноября (28 октября по шведскому календарю) нанёс ей поражение, однако разгромить её не смог.
9 ноября 1704 года отдельный корпус шведского генерала кавалерии О. Веллинга (4 кавалерийских и 1 драгунский полки) настиг и нанёс поражение 4 полкам русского вспомогательного корпуса под командованием полковника Герца (Görtz) близ Тиллерота. Герц потерял половину численного состава своей бригады (погибла, дезертировала или рассеялась). И. Р. Паткуль обвинил Г. Герца в неумелом командовании и отдал под суд, однако тот бежал и позже поступил на шведскую службу.
Отряд украинских казаков Д. Апостола к вечеру 9 ноября вышел к Одеру южнее Гуры. Не найдя целых мостов для переправы на левый берег, казаки расположились в деревне Одербельш. Здесь они были замечены шведскими разъездами, немедленно известившими об этом своего короля, находившегося у Фрауштадта. Днëм 10 ноября казаки были внезапно атакованы шведами под командованием Карла 12. В ходе боя деревня загорелась, и, по словам шведов, в огне погибло большинство казаков, многие утонули в Одере. В плен попали лишь 212 человек, спаслись, по шведским данным, только «полковник» (вероятно, наказной атаман Д. Апостол) и 50 казаков.

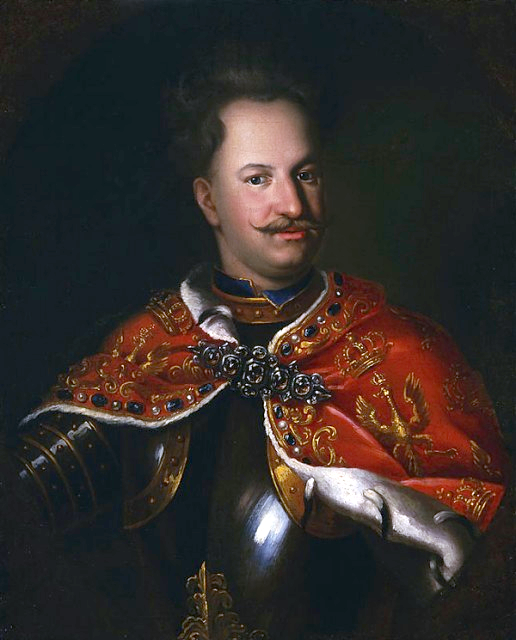
Станислав Лещинский

### Кампания 1705 года
Кампания 1705 года ознаменовалась активной тактикой противников Карла XII: русская армия генерал-фельдмаршала Б. П. Шереметева двинулась на завоевание Курляндии, но потерпела поражение от генерала Левенгаупта при Гемауэртгофе 15 (26) июля (16 июля по шведскому календарю). Только осенью 1705 года русская армия сумела занять Курляндию (см. Осада Митавы).
Союзный корпус под началом саксонского генерал-лейтенанта О. А. фон Пайкуля направился к Варшаве, в стремлении помешать предстоящей коронации Станислава Лещинского. 31 июля 1705 года (21 по шведскому календарю) шведский генерал-лейтенант К. Нирот нанёс поражение союзному корпусу Пайкуля при Раковице (известно также как сражение при Варшаве). Пайкуль, лифляндец по происхождению, был взят в плен и казнён как изменник. 
4 октября 1705 года в Варшаве состоялась коронация Станислава Лещинского.
17 (28) ноября (18 по шведскому стилю) Карл XII и Станислав Лещинский заключили Варшавский мирный договор, прекративший войну Польши и Швеции. По этому договору Польша должна была выступить против России, а также дать определённые права польским протестантам.

### Кампания 1706 года

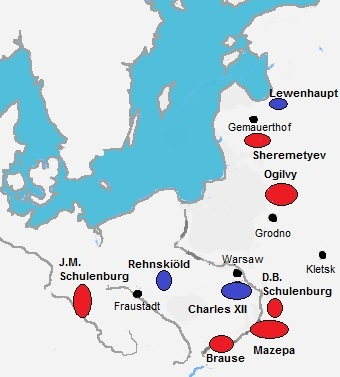
Положение сторон на начало 1706 года

К началу 1706 года шведский король Карл XII с основными силами (около 15 тыс. человек) стоял в районе Варшавы, в районе Познани корпус фельдмаршала К. Г. Реншильда (12—14 тыс. человек) наблюдал за саксонцами, Краков и Сандомир занимал сильный отряд генерала Н. Стромберга (4—4,5 тыс. человек), небольшой шведский отряд (около 1 тыс. человек) стоял в Эльбинге. Всего силы шведов в Польше составляли 30—35 тыс. человек. У нового польского короля Станислава Лещинского имелось не более 5—6 тыс. человек, из которых примерно половина — в районе Варшавы.
Главные силы саксонцев фельдмаршала А. Г. Штейнау (16 января его сменил генерал И. М. фон Шуленбург) и русский вспомогательный корпус генерала Г. Г. Востромирского (12 тыс. + 6,5 тыс. чел.) оставались в саксонских Лужицах. Коронная армия гетмана И. Любомирского (20—25 тыс. польской конницы) стояла в Подолии, малороссийский гетман И. Мазепа — на Волыни у Бродов (10 тыс. — казаков + севский отряд С. П. Неплюева). К западу от них, на р. Сан, отряд саксонской кавалерии генерала З. Браузе (2 тыс. человек) наблюдал за шведами в Кракове и Сандомире; в декабре 1705 года на усиление Браузе был отправлен отряд малороссийских казаков П. Л. Полуботка (7 тыс. человек). К западу и югу от Бреста размещались ещё один отряд саксонской кавалерии генерала Д. Шуленбурга (4-4,5 тыс. человек) и часть литовских войск великого гетмана М. С. Вишневецкого (около 4 тыс. человек).
Главные силы русской армии под командованием генерал-фельдмаршал-лейтенанта Г. Б. Огильви (ок. 32,5 тыс. чел.) зимовали в Гродно. К северу от них, у Троков, стоял польный гетман литовский Г. А. Огинский (ок. 2 тыс. человек), ещё севернее, в Курляндии — русский корпус генерала Г. Г. Розена (9—10 тыс. человек).
Общая численность войск союзников доходила до 110—120 тыс. человек (55 тыс. русских, 18 тыс. саксонцев, 20—25 тыс. поляков и 6 тыс. литвинов, 20 тыс. казаков).
В случае нападения шведов на какую-либо группировку союзников остальные должны были подать ей помощь вторжением вглубь Польши. На весну союзники планировали комбинированное наступление и разгром шведской армии. Однако Карл XII сам перешёл в наступление: в январе 1706 года шведская армия стремительно выдвинулась к Гродно и блокировала здесь основные силы русских (26 января). Узнав о выдвижении шведов, Август (находившийся в Гродно), немедленно приказал (20 января) основным силам саксонской армии идти в Польшу, а если К. Г. Реншильд попытается задержать их — атаковать и разбить шведов.

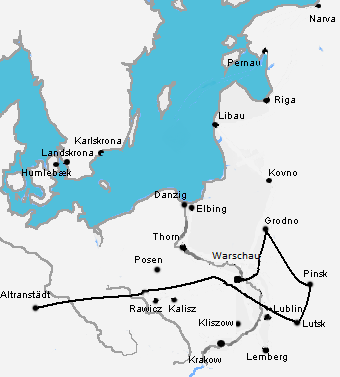
Кампания Карла XII 1706 года

В результате Гродненской операции (январь-март) русская армия сумела избежать разгрома. Тогда, поддержав своих сторонников в ВКЛ (победа под Клецком 19 апреля, взятие Ляховичей 1 мая), Карл XII вернулся в Польшу с целью окончательно укрепить своё влияние в Речи Посполитой.
Тем временем в битве при Фрауштадте 2 (13) февраля шведский фельдмаршал К. Г. Реншильд разгромил саксонско—русскую армию под командованием генерала Шуленбурга. 
Осенью 1706 года Карл XII решил добить Августа. 7 сентября шведская армия, проигнорировав имперский суверенитет, пересекла границу Саксонии и двинулась к Дрездену. В Саксонии к этому времени имелось (вместе с гарнизонами и ландмилицией) не более 7000 войск. Оставшийся без защиты саксонский тайный совет, управлявший страной в отсутствие короля, вынужден был капитулировать, подписав с Карлом сепаратный Альтранштедтский мир 24 сентября (14 сентября по шведскому календарю). В соответствии с договором Август отказался от претензий на польский престол, признавал королём Станислава Лещинского и должен был вывести свои войска из Польши.
Победа русских войск генерала А. Д. Меншикова при Калише 18 (29) октября (19 октября по шведскому календарю) уже ничего не решала: шведы полностью контролировали Польшу, а русская армия должна была покинуть страну.

## Последствия
Весь 1708 год Карл XII квартировал в Саксонии, наслаждаясь своим правом победителя.
Швеция в этот период находилась на пике своего могущества. Никогда, даже при короле Густаве II Адольфе, она не обладала таким политическим влиянием и такой военной мощью. Карл XII мог быть довольным: Август Сильный повержен и лишëн трона; Саксония надолго выведена из состояния войны; тройственный союз против Швеции разрушен; с Польшей заключен дружественный договор, и на ее троне сидел свой человек. 
Однако поражение Саксонии и покорение Польши не привело к окончанию Северной войны. Пока Карл XII воевал на своём «западном» фронте, русский царь Пётр I завоевал Ингерманландию, основал Санкт-Петербург, успешно воевал в Лифляндии и Курляндии.
В 1708 году начался Русский поход Карла XII.